# ペナントリーグ ホームランナイター
『ペナントリーグ ホームランナイター』は、1989年3月31日にデータイーストより発売されたファミリーコンピュータ用の野球ゲームソフト。2006年5月11日には、i-revoにも配信されている。同名の『文化放送ホームランナイター』（1978年 - 2018年）とは無関係。続編の『THEペナントリーグ ホームランナイター’90』についても述べておく。

## 概要
日本プロ野球をモデルに作られた12球団から1つを選び、当時では珍しい同リーグ5球団と総当りリーグ戦30試合を戦い、優勝できたらもう一つのリーグの優勝チームと日本シリーズで勝利すればエンディングとなる。
他に1Pプレイのみオープン戦モードがあり、OBチームと外国人チームと対戦できるが両球団ともピッチャー以外の野手がアベレージヒッターかホームランバッターの強豪チームとなっている。

## ゲーム内容

### 特徴
- 名前は全てもじり
- 実際に発売されたのは89年3月だが、当初は88年12月に発売される予定だった名残りからかタイトル画面の年号が1988年になっている。
- リーグ戦があり、記録はバッテリーバックアップである。
- ファインプレーが成功しやすく、守備のボタン反応も良い。
- 『燃えろ!!プロ野球』と同じく1Pが後攻でホーム用、ビジター用ユニフォームがある。
- 選手交代時にブルペンの様子や代打の準備の様子、勝つと選手がヒーローインタビューを受け負けると頭を下げ落ち込んだ様子で球場を後にするなどのビジュアルが入る。
- オーダー、先発決定画面で当時の12球団監督のビジュアルが入り、試合状況によってタイム時に表情が変わる監督がいる。
- リーグ戦時は打率、ホームラン数が実数表示され、成績で変動する。
- 選手ごとに顔分けされていて、太い丸顔の選手、細長い顔の選手、色分けされホームランを打つと選手がガッツポーズをしながらホームへ入り、打たれた投手は取られた点数によってリアクションが変わる。肌の色の異なる外国人選手が打席に立つと、塁上の走者もなぜか同じ色になるというバグが存在する。
- 試合後、試合結果をよよぎ信也（佐々木信也）順位表を江が卓（江川卓）が伝えるスポーツニュースが放送される。また、2P PLAYの試合成績は12球団での通算成績の順位になっている。

### 登場球場
- のうきょうどーむ - 東京ドームがモデル。両翼100m･センター122m。
- せいふえん - 西武ライオンズ球場がモデル。両翼95m･センター123m。
- こしこしえん - 阪神甲子園球場がモデル。両翼90m（ラッキーゾーン有）･センター122m。

※2P PLAY時には選べる。

## 登場チーム
右は当時のチーム名

### ストロベリーリーグ（セントラル・リーグ）
- ガイカンズ（読売ジャイアンツ）
- ダンガンズ（中日ドラゴンズ）
- カップス（広島東洋カープ）
- スワンズ（ヤクルトスワローズ） - ゲーム発売当時は関根潤三が監督だったが同時期に次期監督の噂があった長嶋茂雄が監督になっている。
- ホゲイルズ（横浜大洋ホエールズ）
- タイホーズ（阪神タイガース）

### マシマロリーグ（パシフィック・リーグ）
- ライウンズ（西武ライオンズ）
- ブレイクス（オリックス・ブレーブス） - ゲーム完成時まで新ユニフォームが発表されず、ユニフォームは阪急ブレーブス時代のもの。
- ファイアーズ（日本ハムファイターズ） - ゲーム発売当時は近藤貞雄が監督だったが、完成時点で次期監督が決まらず前年まで監督だった高田繁のままになっている。
- ホース（福岡ダイエーホークス） - ブレイクスと同じ理由でユニフォームは南海ホークス時代のもの。
- オニオンズ（ロッテオリオンズ）
- ブッタローズ（近鉄バファローズ）

その他オープン戦参加2チーム
- オールドスターチーム - プロ野球OBで構成されたチーム。
- ガイジンチーム - かつて日本球界に所属していた外国人選手で構成されたチーム。投手にさはむら、えかわがいる。

## 評価
ゲーム誌『ファミコン通信』の「クロスレビュー」では、5・7・6・5の合計23点（満40点）、『ファミリーコンピュータMagazine』の読者投票による「ゲーム通信簿」での評価は以下の通りとなっており、18.73点（満30点）となっている。また、同雑誌1991年5月10日号特別付録の「ファミコンロムカセット オールカタログ」では、「監督の表情がおもしろい」と紹介されている。
| 項目 | キャラクタ | 音楽 | 操作性 | 熱中度 | お買得度 | オリジナリティ | 総合  |
| 得点 | 3.34       | 3.00 | 3.16   | 3.19   | 3.05     | 2.99           | 18.73 |

## 続編
THEペナントリーグ ホームランナイター’90
翌年発売された続編。こちらはリーグ、1P、2Pになり内容ゲーム画面がナムコ（現：バンダイナムコゲームス）のプロ野球ファミリースタジアムと類似した内容になっており、球場がのうきょう、こしこしえんに変わり、シェルスタジアム、森林球場に変更されている。